# Nicolas-Médard Audinot
Pour les articles homonymes, voir Audinot.
Nicolas-Médard Audinot est un acteur et auteur dramatique né à Bourmont le 7 juin 1732 et mort à Paris le 21 mai 1801.

## Biographie
Nicolas-Médard Audinot naquit le 7 juin 1732 à Bourmont, en Champagne. Il était le fils de Pierre Audinot, chantre au chapitre de Bourmont, et de son épouse, Agnès Labourot.
Il joua d'abord au Théâtre-Italien. Il éleva en 1762, à la foire Saint-Germain, un petit théâtre de marionnettes, dont chaque figure imitait un acteur de la Comédie-Italienne. Ses comédiens de bois attirèrent la foule, et bientôt Audinot put fonder la salle de l'Ambigu-Comique, où il substitua des enfants à ses marionnettes.
En 1772, il fit représenter de grandes pantomimes, qui firent sa fortune.
Il a écrit, en collaboration avec François-Antoine Quétant, le livret du Tonnelier : opéra-comique en un acte sur une musique de Gossec, Philidor et Trial, créé le 16 mars 1765 au Théâtre des Comédiens italiens ordinaires du roy, à Paris. Une nouvelle version a été créée le 10 novembre 1800  à l'Opéra-Comique (salle Favart), à Paris, sur une musique de Nicolas Isouard.
Nicolas-Médard Audinot mourut le 1er prairial an IX (21 mai 1801) à Paris.

## Une opinion sur Audinot
En 1781, Mayeur de Saint-Paul, pamphlétaire acerbe, dit de lui :
« Audinot, né en Lorraine de parents pauvres, gardait les vaches de ses voisins pour se faire un petit revenu avec lequel il subsistait, ainsi que ses parents qui cultivaient quelque peu de terre. Mais las de faire un tel métier, & ayant entendu dire aux veilles du voisinage qu'on ne faisait jamais fortune dans son pays, proverbe qui s'effectua pour lui par la suite, il partit un beau matin de Lorraine, ses sabots aux pieds, une paire de souliers dans la poche d'une grande veste de bure, la tête cachée sous un épais bonnet de laine, un mauvais chapeau par-dessus, à la main une gaule qui, appuyée sur son épaule, soutenait un paquet de quelques chemises de toile grise. Il avait alors ce teint frais & vermeille qu'ont nos villageois ; gras, bien portant, un peu hâlé, à la vérité, mais malgré cela d'une figure assez revenante. Quelle différence ! Aujourd'hui maigre, décharné, le teint plombé, les joues enfoncées, un regard hypocrite, un corps qui ne respire que par le souffle de l'envie, enfin une existence si éphémère qu'on croit, en le fixant, voir un spectre animé ; avec cela un mouchoir toujours à la bouche pour cacher une lèvre humide qui distille le mercure, fruit d'une débauche infâme ».